# 이케우치 유타카 (축구인)
이케우치 유타카(일본어: 池内 豊, 1961년 8월 25일 ~ )는 일본의 전 축구 선수이다.

## 국가대표팀 경력
그는 1983년 2월 12일 시리아과의 경기에서 일본 국가대표팀에 데뷔했다. 그는 1985년까지 국제 A매치 통산 8경기에 출전했다.

## 통계
| 일본 | 일본 | 일본 |
| 연도 | 출전 | 득점 |
| ---- | ---- | ---- |
| 1983 | 3    | 0    |
| 1984 | 1    | 0    |
| 1985 | 4    | 0    |
| 통산 | 8    | 0    |